# Брыздзын
Бры́здзын (пол. Bryzdzyn) — село в Польше в сельской гмине Козлув Мехувского повета Малопольского воеводства.
Село располагается в 3 км от административного центра гмины села Козлув, в 14 км от административного центра повета города Мехув и в 47 км от административного центра воеводства города Краков.

## История
До 1581 года земли в окрестностях современного Брыдзына принадлежали шляхтичу Станиславу Миноцкому герба Новина. До конца XVII века на территории, где сегодня находится село, был лес под названием «Брыздынь», который входил в административные границы современного села Козлув. С 1582 года по 1601 год земли принадлежали роду Гонзага-Мышковских и с 1727 года — князьям Велёпольским. К середине XVIII века лес был полностью вырублен и на этом месте появился фольварк Бжезьдзинский. С этого времени упоминается усадьба, которая принадлежала князьям Велёпольским. Современное село появилось в XIX веке. В 1827 году в селении было 4 домохозяйства с 46 жителями. В 1878 году село насчитывало 23 домохозяйства с 152 жителями.
В 1975—1998 годах село входило в состав Келецкого воеводства.